# Сербин (Техас)
Сербин (англ. Serbin) — невключённая община округа Ли штата Техас Соединённых Штатов Америки.
Расположена в 80 км к востоку от Остина. Население Сербина составляет 90 человек (2000).

## История
Первоначально населённый пункт был основан под названием Лоу-Пин-Оак (Low Pin Oak) лужицкими сербами, переселившимися в Техас в середине 1850-х годов. Позднее название было изменено на Сербин — в соответствии с самоназванием лужицкосербского народа.
Самая крупная диаспора лужичан в США обосновалась в Техасе, используя Сербин как «материнскую колонию». К 20 сентября 1854 около 550 лужицких сербов из лютеранских общин Пруссии и Саксонии под предводительством пастора Джона Килиана уехали в Техас. По прибытии в Техас жители Сербина становились членами лютеранского союза «Лютеранская церковь — Миссурийский синод». Лютеранская церковь святого Павла, построенная в 1871 году, представляет собой образец типичной лужицкой архитектуры, кафедра проповедника расположена на балконе церкви.
Неясно, говорят ли в Сербине на любом из двух лужицких языков. По данным переписи населения США 2000 года, 37 человек в окрестностях Сербина, которая также включает Гиддингс и другие близлежащие города, говорили дома на славянских языках (исключая польский и русский).

## Достопримечательности
На территории церкви Святого Павла в Сербине расположен Техасский музей культурного наследия лужичан. Занимая три независимых здания, включая прежнюю приходскую школу Святого Павла, музей также имеет два наружных экспоната — это неповреждённая бревенчатая хижина и часть дома с планировкой в стиле догтрот.

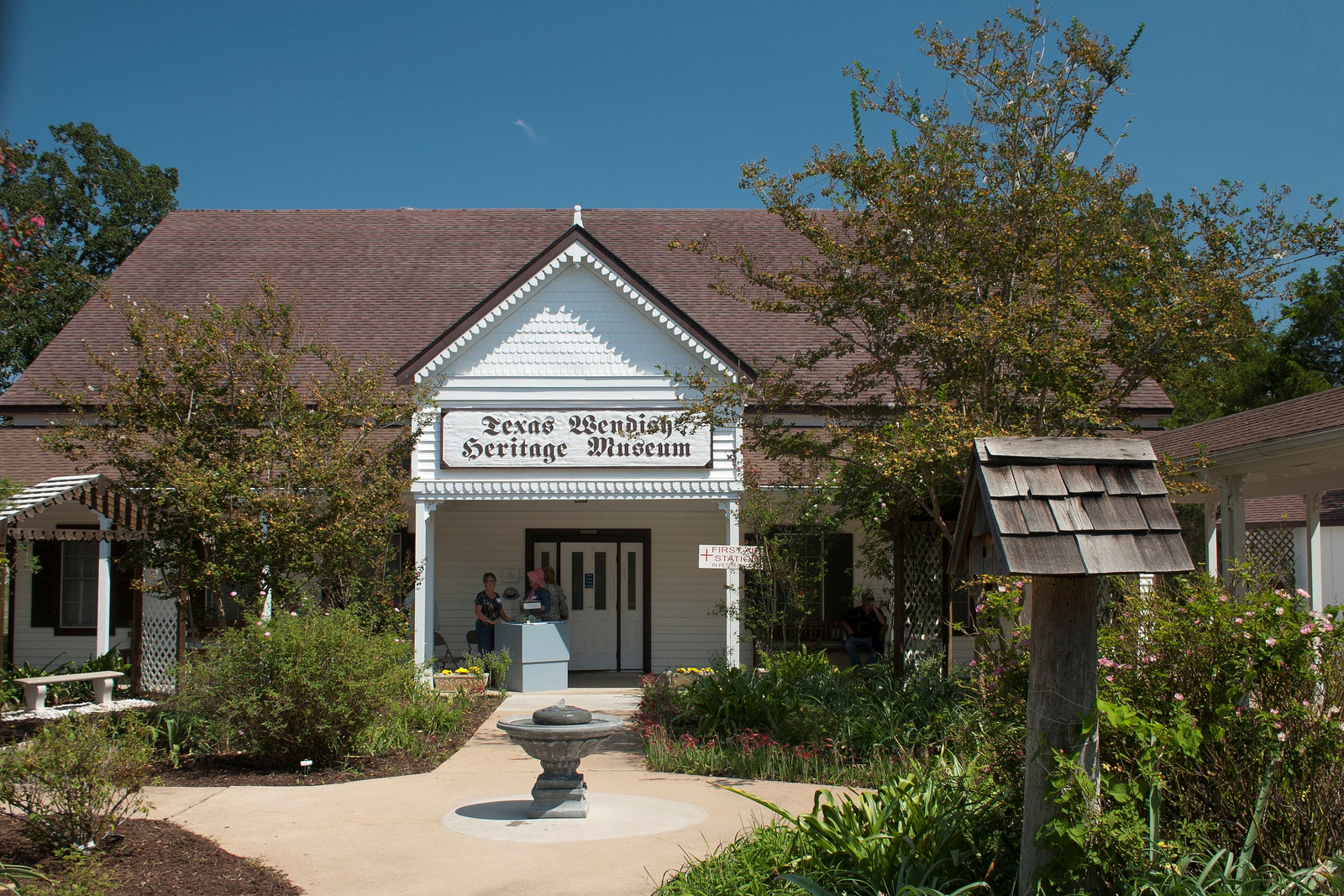
Техасский музей культурного наследия вендов
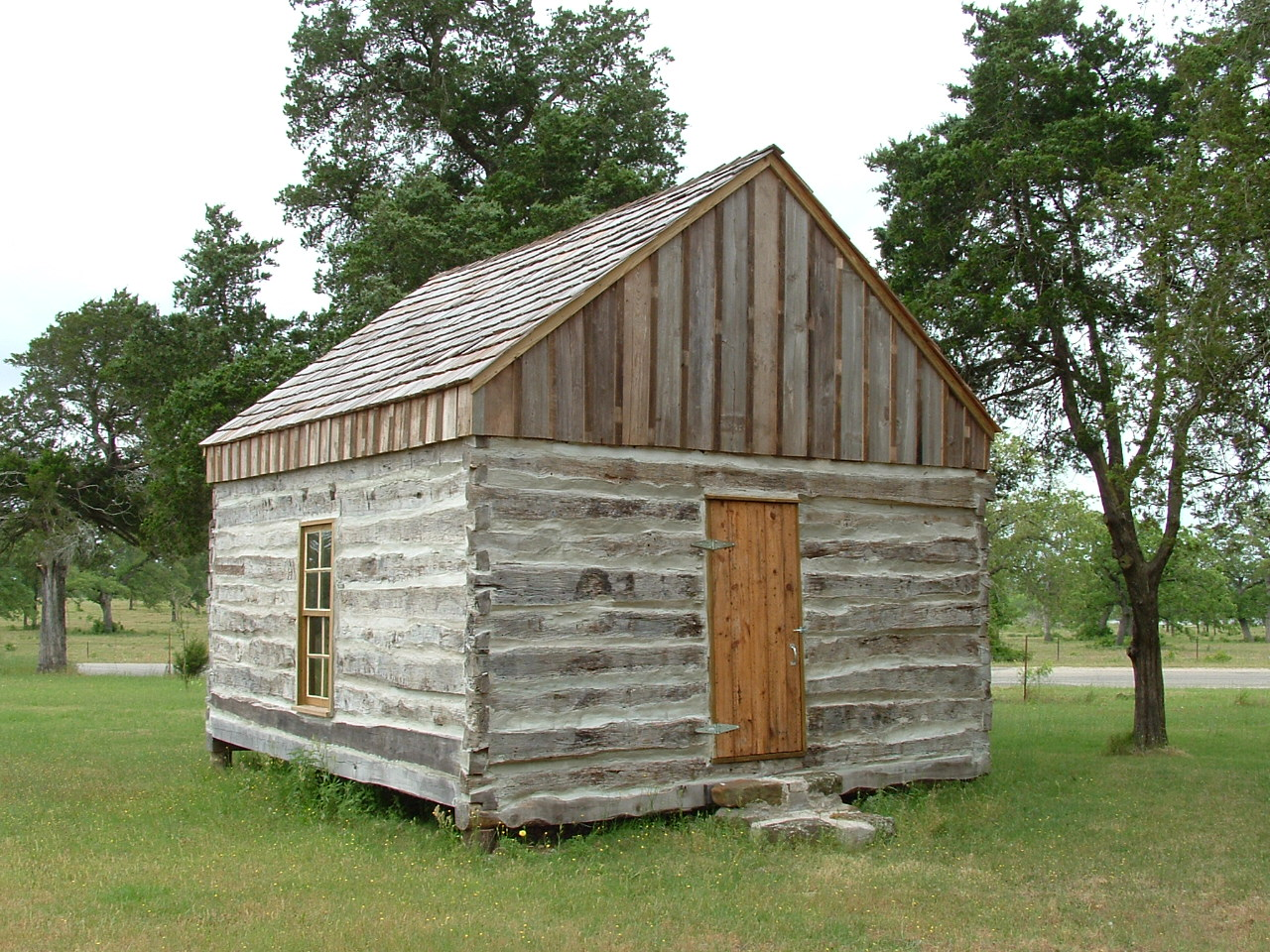
Бревенчатый домик первых лужицких переселенцев на территории лютеранской церкви Святого Павла
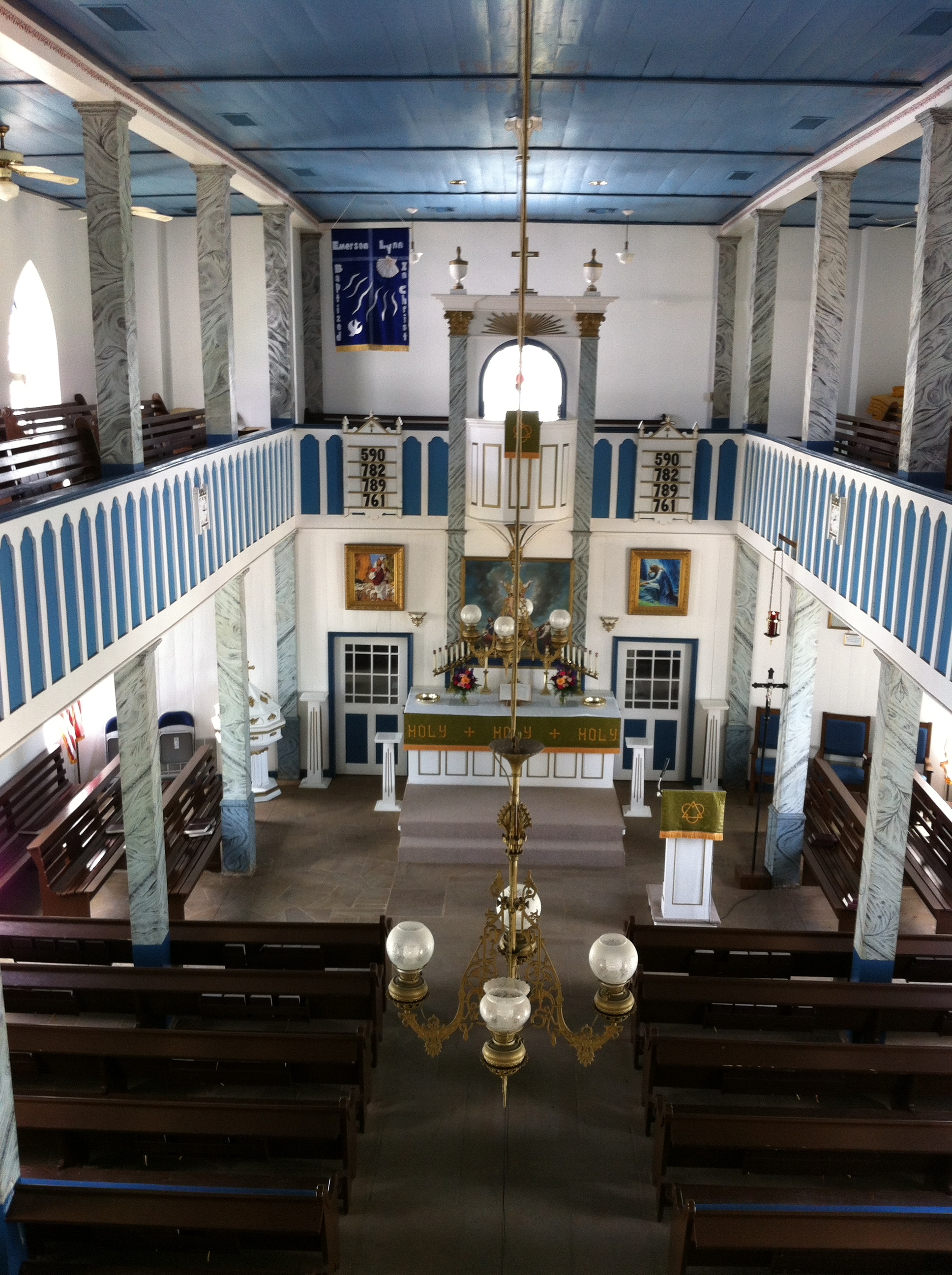
В лютеранской церкви Святого Павла